# Бејблејд: Шогун стил
Бејблејд: Шогун стил (Beyblade: Shogun Steel), односно Метална борба Бејблејд Зиро-Г (メタルファイトベイブレード ZERO-G, Metaru Faito Beiburēdo ZERO-G) у Јапану, манга је серија коју је написао Такафуми Адачи. Представља завршетак приче „Металне саге,“ која је сама по себи спин-оф „оригиналне саге“. Манга се серијализовала у часопису CoroCoro Comic од априла до децембра 2012. године. За разлику од остатка „Металне саге“ која се фокусира на металне делове бејблејдова, Шогун стил се бави борбама у нултој гравитацији и користи нове системе.
Манга је произвела аниме адаптацију која се у Јапану емитовала од 8. априла до 23. децембра 2012. године. Представља четврту сезону „Металне саге,“ односно седму сезону целокупне Бејблејд франшизе. Није сихронизована на српски.

## Радња
Седам година након пораза Бога Уништитеља, бејблејд улази у нову еру. Зиро Курогане је видео ту судбоносну борбу, и она је у њему пробудила жељу да постане бољи блејдер. Иако је већ шампион у свом граду, он сада жели да постане светски првак. У ту сврху, Зиро одлази у Џингов родни град како би се борио против њега. Тамо налази пуно блејдера који су дошли да учествују на турниру. Зиро се такође пријављује, и Џинга га учи истинским блејдингом. 